# Phycus obscuripes
Phycus obscuripes är en tvåvingeart som beskrevs av Krober 1912. Phycus obscuripes ingår i släktet Phycus och familjen stilettflugor. Inga underarter finns listade i Catalogue of Life.